# (6886) Grote
(6886) Grote ist ein Asteroid des Hauptgürtels, der am 11. Februar 1942 von der finnischen Astronomin Liisi Oterma am Iso-Heikkilä-Observatorium (IAU-Code 062) der Universität Turku entdeckt wurde.
Der Himmelskörper gehört zur Innes-Familie, einer nach (1658) Innes benannten Asteroidenfamilie.
Der Name des Asteroiden wurde am 24. Dezember 1964 zu Ehren des US-amerikanischen Radioastronomen Grote Reber (1911–2002) gewählt, einem der Pioniere seines Spezialgebietes.